# Phylloscartes superciliaris
Phylloscartes superciliaris là một loài chim trong họ Tyrannidae.